# 弗洛伦西娅·邦塞贡多
玛丽亚·弗洛伦西娅·“弗洛尔”·邦塞贡多（西班牙語：María Florencia "Flor" Bonsegundo；1993年7月14日—），阿根廷女子足球运动员，司职中场，目前效力于马德里足球俱乐部和阿根廷国家女子足球队。她曾代表阿根廷参加2023年国际足联女子世界杯。